# Diocesi di Bennefa
La diocesi di Bennefa (in latino Dioecesis Bennefensis) è una sede soppressa e sede titolare della Chiesa cattolica.

## Storia
Bennefa, identificabile con Oglet-Khefifa nell'odierna Tunisia, è un'antica sede episcopale della provincia romana di Bizacena.
Sono quattro i vescovi noti di questa diocesi. Guntasio partecipò al concilio di Cabarsussi, tenuto nel 393 dai massimianisti, setta dissidente dei Donatisti, e ne firmò gli atti; i massimianisti sostenevano la candidatura di Massimiano sulla sede di Cartagine, contro quella di Primiano.
Alla conferenza di Cartagine del 411, che vide riuniti assieme i vescovi cattolici e donatisti dell'Africa, partecipò da parte cattolica Emiliano, mentre la parte donatista non fu rappresentata per la morte del vescovo Massimiano alla vigilia della conferenza. Emiliano potrebbe essere identificato con l'omonimo vescovo che prese parte al concilio cartaginese del 418, a meno che non si tratti di Emiliano Aggeritanus (Aggar o Aggersel).
Ultimo vescovo noto è Ortolano, il cui nome figura al 4º posto nella lista dei vescovi della Bizacena convocati a Cartagine dal re vandalo Unerico nel 484; Ortolano, come tutti gli altri vescovi cattolici africani, fu condannato all'esilio. Il suo nome è ricordato nel Martirologio Romano alla data del 28 novembre.
Dal 1933 Bennefa è annoverata tra le sedi vescovili titolari della Chiesa cattolica; dal 25 gennaio 2020 il vescovo titolare è Héctor Mario Pérez Villareal, vescovo ausiliare di Città del Messico.

## Cronotassi

### Vescovi residenti
- Guntasio † (menzionato nel 393) (vescovo donatista)

- Emiliano † (menzionato nel 411)
  - Massimiano † (? - 1º giugno 411 deceduto) (vescovo donatista)
- Sant'Ortolano † (menzionato nel 484)

### Vescovi titolari
- Prosper Paul Dodds, C.S.Sp. † (10 luglio 1952 - 14 settembre 1955 nominato vescovo di Ziguinchor)
- Louis Van Steene, M.Afr. † (7 novembre 1955 - 10 novembre 1959 nominato arcivescovo di Bukavu)
- Virgil Patrick Copas, M.S.C. † (19 dicembre 1959 - 15 novembre 1966 nominato arcivescovo di Port Moresby)
- Carlo Fanton † (7 gennaio 1967 - 13 novembre 1976 nominato vescovo titolare di Asolo)
- Luis Enrique Orellana Ricaurte, S.I. † (26 gennaio 1978 - 16 dicembre 1997 deceduto)
- Gonzalo de Jesús Rivera Gómez † (28 gennaio 1998 - 21 ottobre 2019 deceduto)
- Héctor Mario Pérez Villareal, dal 25 gennaio 2020